# Молино Лаура (Фиренца)
Молино Лаура је насеље у Италији у округу Фиренца, региону Тоскана.
Према процени из 2011. у насељу је живело 53 становника. Насеље се налази на надморској висини од 96 м.